# スパンション
スパンション（Spansion LLC）はかつて存在した半導体メーカー。フラッシュメモリを中心としてマイコンやアナログIC、SOCなども手がけていた。2015年にサイプレス・セミコンダクタに吸収合併された。

## 歴史
1993年4月に富士通とAMDがNORフラッシュメモリ生産のための合弁会社として富士通エイ・エム・ディ・セミコンダクタ(FASL)を福島県会津若松市に設立。
2003年にAMDと富士通のフラッシュメモリ部門の統合が発表され、2003年8月にアメリカサニーベール (カリフォルニア州)に新会社FASL LLCを、東京にFASL JAPANを設立し、会津若松のFASLは新会社に吸収された。出資比率はAMDが60%、富士通が40%で日米両国に本社を構える体制となっている。
製造するフラッシュメモリのブランドはSpansion（スパンション）と発表された。NOR型フラッシュメモリではトップシェアとなる。生産拠点は福島県会津若松市でテキサス州にも工場を持つ。フラッシュメモリにおける技術開発、半導体製造では携帯電話から組込み向けまで、幅広いラインナップを持つ。2004年6月に会社名をSpansionに変更。日本法人はスパンション・ジャパンとなり本社は後に神奈川県川崎市となった。
2007年10月にイスラエルの不揮発メモリ市場向けIPプロバイダであるSaifun Semiconductors社の買収を発表、2008年3月に完全子会社となった。Saifun社は2002年よりNROMと呼ぶチャージトラップ技術とセルの多値化技術をAMD、富士通にライセンス供与しており、SpansionではMirrorBit技術として製品に活かしている。
フラッシュメモリに関する総合的な技術を有していたものの、メモリの単価の下落に打ち勝てず、2009年3月1日、アメリカ連邦倒産法11章の適用を申請。
更に、2009年2月10日、日本法人であるスパンション・ジャパンは東京地方裁判所に会社更生法の適用を申請。負債総額は741億円。
スパンション・ジャパン側の発言によると、一連の申請は短期的な資金不足に対応するための措置としている。
製品の競争力、市場シェアなどは依然として高水準にあることから、事業の再編・リストラなどを通じ営業を継続してゆくことを発表した。
2010年4月16日、スパンションは米国倒産裁判所から再建計画案の承認及び認可を受けたことをと発表。承認に至った経緯として、人件費・製造コストの削減を実施、ワイヤレス事業から組み込みソリューション事業とIP（知的財産）ライセンス事業に重点を移したことなど、収支改善による経営再建の目処が立ったことと、2009年中の好業績による結果とされている。
2010年5月10日、スパンションは米国連邦倒産法第11章（チャプター11）の適用から脱却したことを明らかにした。チャプター11による再建を始めた時点で15億ドルを超える負債を抱えていたが、現在の負債額は4億8,000万ドル以下となった。資本状況も大きく好転しているとされる。
2010年5月24日、日本に新たに設立した子会社、日本スパンション（NSKK）が旧子会社スパンション・ジャパンから販売関連部門を取得したと発表。旧スパンション・ジャパンのアプリケーションエンジニアリング、営業機能、マーケティング、カスタマーサポートおよびテクニカルサポートは、従来同様、神奈川県川崎市の拠点で NSKK に移管される。富士通を通じて引き続き営業戦略を展開するとしている。
生産拠点であったスパンション・ジャパン傘下の会津若松工場は、テキサス・インスツルメンツへ売却され、日本テキサス・インスツルメンツ・セミコンダクターとなった。
NOR型フラッシュメモリの技術開発・半導体製造において2009年10月現在、売上高、シェア共にマイクロン・テクノロジ（旧 ニューモニクス）社に次いで世界第2位となっている。
シェア、売上高は僅差でニューモニクス（マイクロン・テクノロジ）に抜かれ世界第2位となったが、組込み向けNOR型フラッシュの新製品を発表するなど攻勢を強めており、着実に再建を進めている。
2013年4月には富士通セミコンダクターのマイコン・アナログ事業を買収を発表、2013年8月に買収を完了した。

## 主力製品
- NOR型フラッシュメモリ